# ブルースター作戦

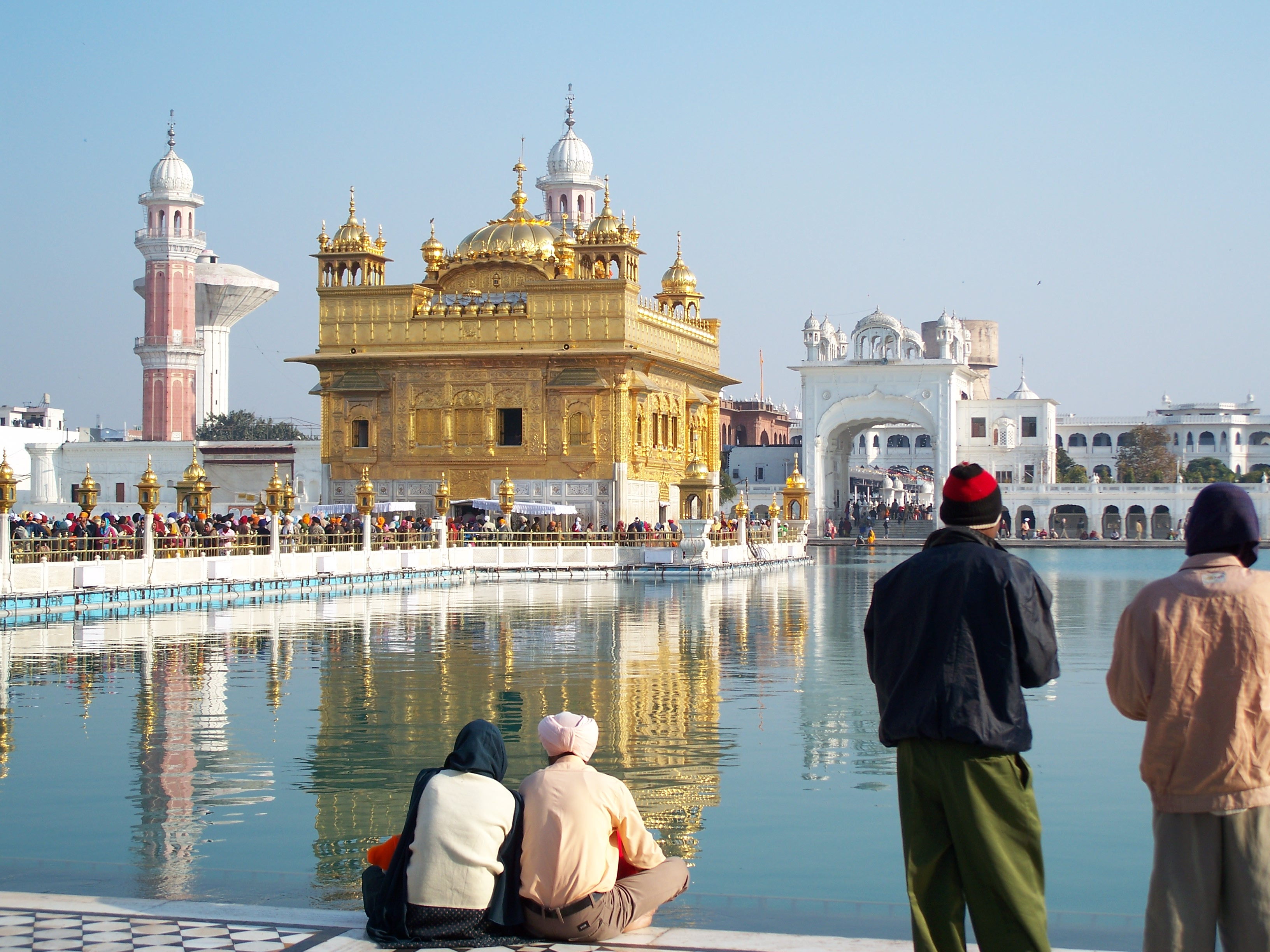
アムリトサルの黄金寺院

ブルースター作戦（ブルースターさくせん、パンジャーブ語：ਸਾਕਾ ਨੀਲਾ ਤਾਰਾ、ヒンディー語： ऑपरेशन ब्लू स्टार、英語：Operation Blue Star）（1984年6月3日 - 6日）は、インド・アムリトサルにあるハリマンディル・サーヒブ（黄金寺院）に拠点を置いたシク教過激派を排除するために、当時のインド首相インディラ・ガンディーの命により行われたインド軍による作戦である。事件の舞台となったハリマンディル・サーヒブは黄金寺院とも呼ばれることから、黄金寺院事件とも呼ばれる。

## 概要
この作戦はパンジャーブにおける法と秩序の悪化に基づいて発動された。作戦の時期が遅いように思われること、攻撃日の選択、重火器を用いた攻撃等に関する政府の理由については現在でも議論されている。作戦は戦車や装甲車両を含むインド軍部隊により実行され、シク教の宗教グループのリーダーであるジャルネイル・シン・ビンドランワレも本作戦により死亡した。軍事的には成功したが政治的には失敗であり、インド現代史においては前例のない行動であったと考えられている。
軍隊による襲撃の影響、そしてその余波と緊張の高まりはインド国内のシク教徒の殺害につながり、世界中のシク教徒も大混乱となった。インドでは多くのシク教徒が軍隊、公共機関を辞職し、政府により授与された賞を返還した。シク教徒の中にはシク寺院の冒涜に対する復讐を誓うものが現れ、シク教徒ボディーガードによるインディラ・ガンディー首相の暗殺につながった。また、シク教徒過激派の武装テロ組織「ババール・カルサ」は報復としてエア・インディアが運航する航空機への爆弾テロを実行し、成田空港手荷物爆発事件やエア・インディア182便爆破事件を引き起こした。

## 犠牲
インド軍は当初、犠牲者総数はシク教の武装勢力と市民554名の死亡とインド軍側は死亡83名（指揮官4名、兵士79名）とケガ236名と発表していた。ジャーナリストのクルディップ・ナイヤルはラジーヴ・ガンディーが700名以上の兵士が死亡したと認めていたことを報告している。この数字は1984年9月にガンディー自身がナーグプルのインド全国学生集会での発言で認めた:96。
独立系の調査では犠牲者の人数はもっと大きい。ジャルネイル・シン・ビンドランワレ及びその一派は多くの人数が死亡。市民の犠牲も多かったが、その事情として、5代目グルであるグル・アルジュンの殉死追悼記念日に集まった巡礼者で黄金寺院が満員だった時点でこの作戦が実行されたにもかかわらず、インド政府はそれは黄金寺院にいたシク教徒が巡礼者を「人間の盾」として利用したからと主張している。